# Iris subg. Limniris
Limniris es el subgénero de Iris rizomatosos no barbados, es decir, sin pelos (barbas) en los sépalos inferiores (también llamados "alas").
El nombre deriva del latín iris que viven en lagos, debido al hecho de que la mayoría de las especies pueden crecer en hábitats húmedos durante parte del año.
El primero en describirlo fue Tausch en Deut. Bot. Herb.-Buch (Deutsche Botaniker) en 1841. y en 1846, Spach hizo algunos cambios en Annales des Sciences Naturelles; Botanique.
Se divide en secciones: Limniris, que a su vez se divide en 16 series y Lophiris (conocido también como Evansias o iris crestados). Ambos son polifiléticos. 
El subgénero contiene 45 especies que se distribuyen ampliamente por el hemisferio norte.
Es un grupo reconocido con pocos cambios desde la monografía de 1913 de Dykes sobre el género Iris.  Lawrence (1953), Rodionenko (1987) y después Mathew (1989) intentaron modificarlo. Varios autores han tratado de clasificarlo de varias formas y aún está sometido a estudio y cambios.

## División
| Serie Californicae (Iris de la costa del Pacífico) - Iris bracteata S.Wats. - Iris chrysophylla T.J.Howell - Iris douglasiana Herb. - Iris douglasiana var. major - Iris douglasiana var. oregonensis - Iris fernaldii R.C.Foster - Iris hartwegii Baker - Iris hartwegii australis - Iris hartwegii columbiana - Iris hartwegii hartwegii - Iris hartwegii pinetorum - Iris innominata L.F.Hend. - Iris macrosiphon Torr. - Iris munzii R.C. Foster - Iris purdyi Eastw. - Iris tenax Dougl. ex Lindl. - Iris tenax klamathensis - Iris tenax tenax - Iris tenuissima Dykes - Iris tenuissima purdyiformis - Iris tenuissima tenuissima Serie Chinenses (de Asia Oriental) - Iris henryi Baker - Iris koreana Nakai - Iris minutoaurea Makino - Iris odaesanensis Y.N.Lee - Iris proantha Diels - Iris rossii Baker - Iris speculatrix Hance Serie Ensatae - Iris lactea Pall. Serie Foetidissimae - Iris foetidissima L. Serie Hexagonae (conocidos como Iris de Louisiana) - Iris brevicaulis Raf. - Iris fulva Ker-Gawl. - Iris giganticaerulea Small: Iris azul gigante - Iris hexagona Walt. - Iris hexagona var. flexicaulis - Iris hexagona var. hexagona - Iris hexagona var. savannarum - Iris nelsonii Randolph - Iris savannarum Small – Serie Laevigatae (incluye los Iris japoneses) - Iris ensata Thunb. (incluye I. kaempferi) - Iris laevigata Fisch. - Iris maackii Maxim. - Iris pseudacorus L. syn. Iris acoroides Spach - Iris versicolor L. - Iris virginica L. - Iris virginica var. shrevei - Iris virginica var. virginica Serie Longipetalae - Iris longipetala Herb. – (Coast Iris) - Iris missouriensis Nutt. Serie Prismaticae (solo contiene una especie de América) - Iris prismática Pursh ex Ker-Gawl. Serie Ruthenicae - Iris ruthenica Ker-Gawl. - Iris uniflora Pall. | Serie Sibiricae (Iris siberianos) - Iris bulleyana Dykes - Iris chrysographes Dykes - Iris clarkei Bak. - Iris delavayi Micheli - Iris forrestii Dykes - Iris sanguinea Hornem. ex Donn - Iris sibirica – Siberian Iris - Iris typhifolia Kitag. - Iris wilsonii C.H.Wright Serie Spuriae - Iris brandzae Prodan - Iris crocea Jacquem. ex R.C.Foster (incluye I. aurea) - Iris graminea L. - Iris halophila Pall. - Iris halophila var. sogdiana (Bunge) Grubov - Iris kerneriana Asch. & Sint. - Iris ludwigii Maxim. - Iris notha M.Bieb. - Iris orientalis P.Mill. - Iris pontica Zapal. - Iris pseudonotha Galushko - Iris sintenisii Janka - Iris spuria L. - Iris spuria subsp. carthaliniae (Fomin) B.Mathew - Iris spuria subsp. demetrii (Achv. & Mirzoeva) B.Mathew - Iris spuria subsp. maritima (Dykes) P.Fourn. - Iris spuria subsp. musulmanica (Fomin) Takht. - Iris xanthospuria B.Mathew & T.Baytop Serie Syriacae (especies con bases de hojas hinchadas y cerdas espinosas) - Iris grant-duffii Baker - Iris masia Foster Serie Tenuifoliae (la mayoría especies semi-desérticas) - Iris anguifuga Y.T.Zhao & X.J.Xue - Iris bungei Maxim. - Iris cathayensis Migo - Iris farreri Dykes - Iris kobayashii Kitag. - Iris loczyi Kanitz - Iris qinghainica Y.T.Zhao - Iris songarica Schrenk - Iris tenuifolia Pall. - Iris ventricosa Pall. Serie Tripetalae (la mayoría con 3 pétalos) - Iris hookeri Penny - Iris setosa Pall. ex Link - Iris setosa var. canadensis - Iris setosa var. interior - Iris setosa var. setosa - Iris tridentata Pursh Serie Unguiculares - Iris lazica Albov - Iris unguicularis Poir. Serie Vernae (solo contiene 1 especie de América) - Iris verna L. - Iris confusa Sealy - Iris cristata Aiton - Iris formosana Ohwi - Iris henryi A.Gray - Iris japonica Thunb. - Iris lacustris Nutt. - Iris latistyla Y.T.Zhao - Iris milesii Foster - Iris speculatrix Hance - Iris subdichotoma Y.T.Zhao - Iris tectorum Maxim. - Iris tenuis S.Wats. – (Clackamas Iris) - Iris wattii Baker ex Hook.f. |